# Castello Aghinolfi
Il castello Aghinolfi sovrasta il paese di Montignoso, cinque chilometri a sud della città di Massa. Il nome del castello indica chiaramente la sua origine longobarda ed è infatti dimostrato che la zona in cui si trova apparteneva in passato a tale corona.

## Storia
Nel 590 la Garfagnana fu occupata dalle milizie di Teodolinda che trasformarono il Castrum Aghinolfi in fortezza longobarda. Sappiamo che il castello era ancora possedimento longobardo nel 753 quando re Astolfo donò un appezzamento di terreno nella zona ad un suo cognato.
Per la sua posizione strategica questo castello ha sempre goduto di grande importanza. Dai suoi spalti, in normali condizioni di visibilità, si ha una vista sull'intera costa tirrenica del Mar Ligure dal Golfo della Spezia a Livorno; in particolari condizioni si possono vedere persino i rilievi della Alpi Marittime (Des Alpes in Francia e Besimauda (Bisalta), Marguereis e Mondolè in provincia di Cuneo). 
Il castello inoltre controllava la sottostante via Francigena e costituiva rifugio per gran parte degli abitanti della zona ed era infatti il più importante della vallata.
Dall'XI secolo il castello fu proprietà di varie Signorie feudali di origine longobarda tra cui un ramo dei Nobili di Corvaia e dei Cunimondinghi fino al 1376 quando, a seguito delle lotte tra Lucca e Pisa, venne in possesso della Repubblica Lucchese che lo potenziò militarmente.
Nel 1494 la fortificazione, quando venne ceduta a Carlo VIII di Francia, era sovrastata da due alte torri chiamate torre di San Paolino e torre di San Francesco ed i suoi tre recinti murari si estendevano per circa un ettaro. Nel primo recinto vi erano 43 edifici usati come rifugio dagli abitanti o come magazzini, nel secondo, al quale si accedeva solo tramite un ponte levatoio, vi erano altre 87 case mentre nell'ultimo recinto, in cima al colle, c'era il castello vero e proprio. Quest'ultimo era costituito da un grande mastio ottagonale collegato ad una torre a base circolare da alcune cortine murarie. Nella fortezza vi erano anche un mulino, una grande cisterna per raccogliere l'acqua piovana ed un passaggio segreto per fuggire in caso di pericolo. 

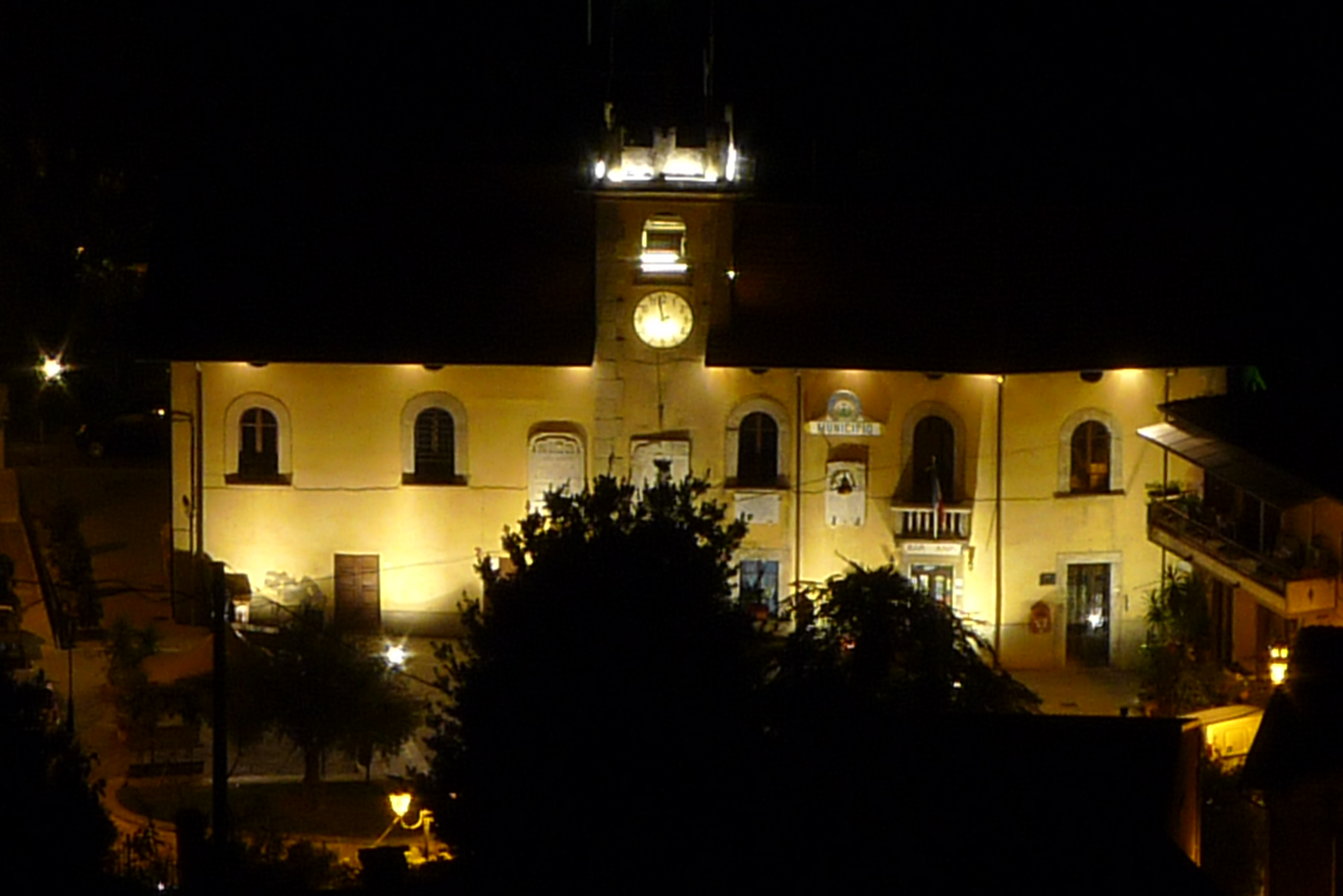
Palazzo storico del Comune di Montignoso

Il castello fu abbandonato dopo il 1799 dalla Repubblica di Lucca dopo la rivoluzione Giacobina e gli abitanti della zona presero a smantellarlo rubandone materiali da costruzione.
Un altro pesante avvenimento per il Castello che avvenne al tempo di Elisa Bonaparte Baciocchi, principessa di Lucca e sorella dell'imperatore Napoleone Bonaparte, fu la decisione di costruire le "cateratte" al Cinquale, dal 1808 al 1812, per risanare la piana di Montignoso dalle secolari febbri malariche. Per i materiali necessari alle costruzioni la Principessa diede disposizione che l'occorrente fosse prelevato dalle abitazioni che erano all'interno delle varie mura circostanti il castello.
Il castello ebbe grande importanza anche durante la seconda guerra mondiale, quando le truppe naziste se ne impadronirono e ne fecero un caposaldo della linea gotica tirrenica, provocandone di fatto la quasi totale distruzione a causa dei bombardamenti alleati.
Fino al 1997 il complesso è rimasto abbandonato ed è stato facilmente invaso dalla vegetazione spontanea. Oggi è stato ricostruito ed il suo mastio ottagonale è facilmente visibile fin da fondovalle.

## Principali fasi costruttive e periodi di frequentazione
- Roccia naturale. La rocca, dove è situato il castello Aghinolfi, è di natura calcarea e la sommità è caratterizzata da uno sperone roccioso.

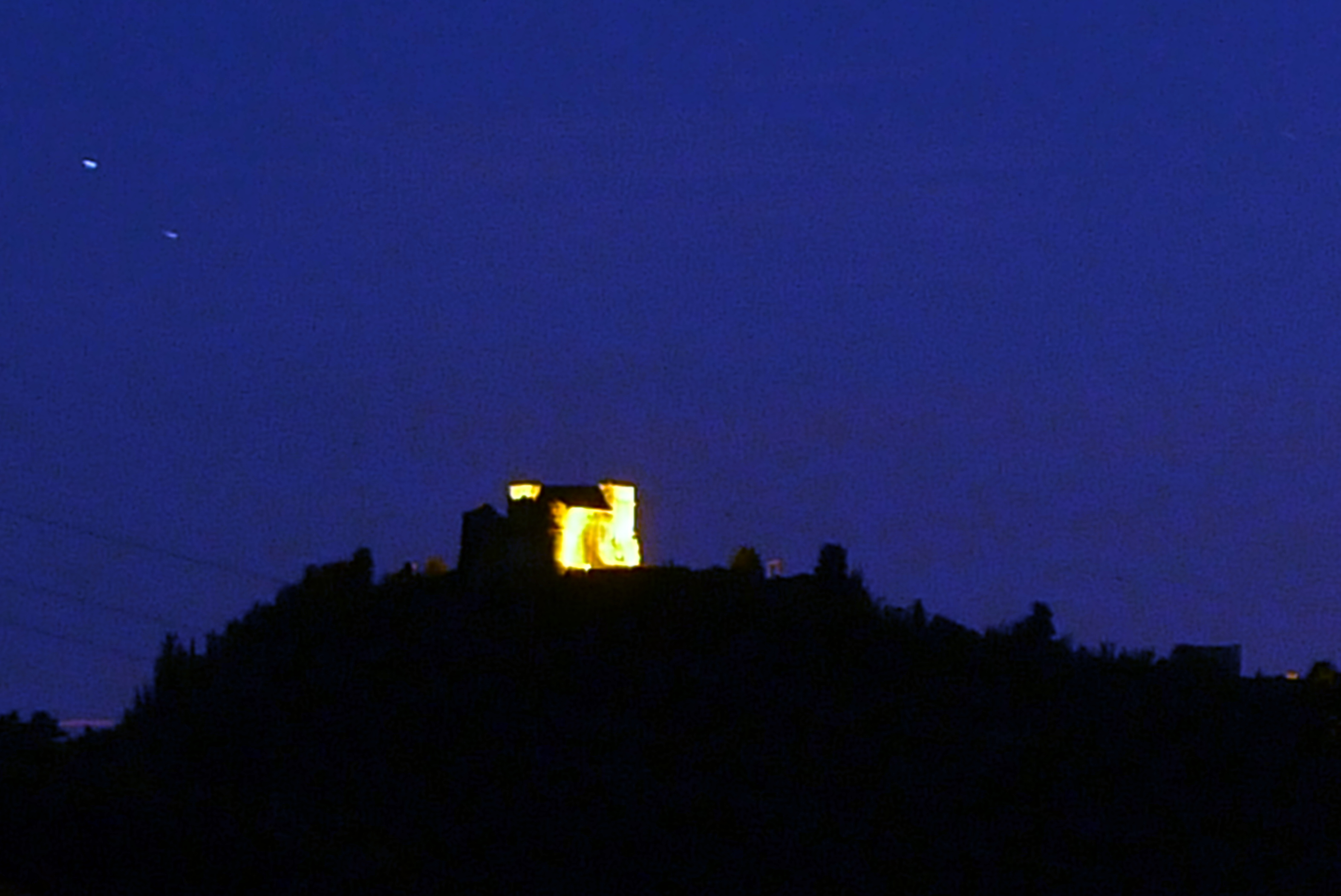
Castello Aghinolfi - foto notturna dal lato monte

- Periodo Altomedievale. Un documento dell'VIII secolo attesta l'esistenza, in epoca longobarda, del castello di Aginulfo, ignoto personaggio che sembrava essere stato un alto funzionario della corte longobarda di Lucca. Aginulfo si accorse dell'importanza strategica di questo fortilizio già usato dai Bizantini, perché dal colle su cui sorgeva si poteva controllare il passaggio obbligato, da una parte verso Roma e dall'altra verso la Lunigiana, che metteva in comunicazione con le terre del nord d'Italia e quindi con tutta l'Europa. Ricerche archeologiche mettono in luce i resti di una primitiva torre quadrangolare. L'esame del radiocarbonio di un piccolo frammento di carbone contenuto nella malta delle murature superstiti indica una cronologia compresa tra il 775 e il 980 d.C.
- Periodo medievale. Nell'XI e XIII secolo le fonti scritte registrano continue battaglie tra Pisa e Lucca per il possesso del castello. In questo periodo lo sperone roccioso, con i resti dell'antica torre altomedievale, viene inglobato in una possente fortificazione di forma ottagonale. Il fondo della torre quadrilatera continua però ad essere utilizzato.
- Periodo tardo medievale. La grande torre viene diroccata nel corso di una battaglia compiuta nei primi anni del XIII secolo e, ridotta allo stato di rudere, è adoperata, verso la fine del XIV secolo, come base per la costruzione di una nuova torre avente una forma particolare , detta a becco di sprone. Alla torre viene affiancata una modesta struttura coperta con un tetto a lastre di scisto.
- Periodo rinascimentale. Presumibilmente nella seconda metà del XV secolo il piccolo edificio coperto a lastre di scisto viene distrutto e la struttura ottagonale "riparata". Sono integrate le vistose lacune generate alcuni secoli avanti, mentre l'ottagono è sopraelevato per alcuni metri di altezza e coperto con una volta anulare in muratura.
- Periodo post rinascimentale. Tra gli ultimi interventi eseguiti all'interno della struttura vi troviamo il rialzamento del piano di calpestio con la realizzazione di un pavimento in coccio. La vecchia scala di legno che girava intorno al mastio è rimossa e l'accesso al mastio avviene dal terrapieno.
- Periodo moderno. Dopo la metà del 1700 il castello viene completamente abbandonato. In questo periodo troviamo demolizioni della struttura, tra cui il crollo di una parte della volta anulare di copertura.
- Periodo contemporaneo. Le truppe naziste apportano alcune modifiche al rudere, come lo scavo di una trincea nella massicciata per il raggiungimento della feritoia meridionale. L'intervento viene poi completato con una copertura provvisoria di tronchi di legno.
- Periodo contemporaneo (dopoguerra). Nei cinquant'anni che seguono i ruderi sono completamente abbandonati, anche se continuano ad essere frequentati dalla popolazione locale.
- Oggi. Dal 1997 al 2001 vengono compiute le ricerche archeologiche ed i restauri. Sono musealizzate all'interno del mastio ottagonale le vicende storiche del complesso monumentale.

## Frammenti storici dagli Apuani ai Longobardi di Teodolinda

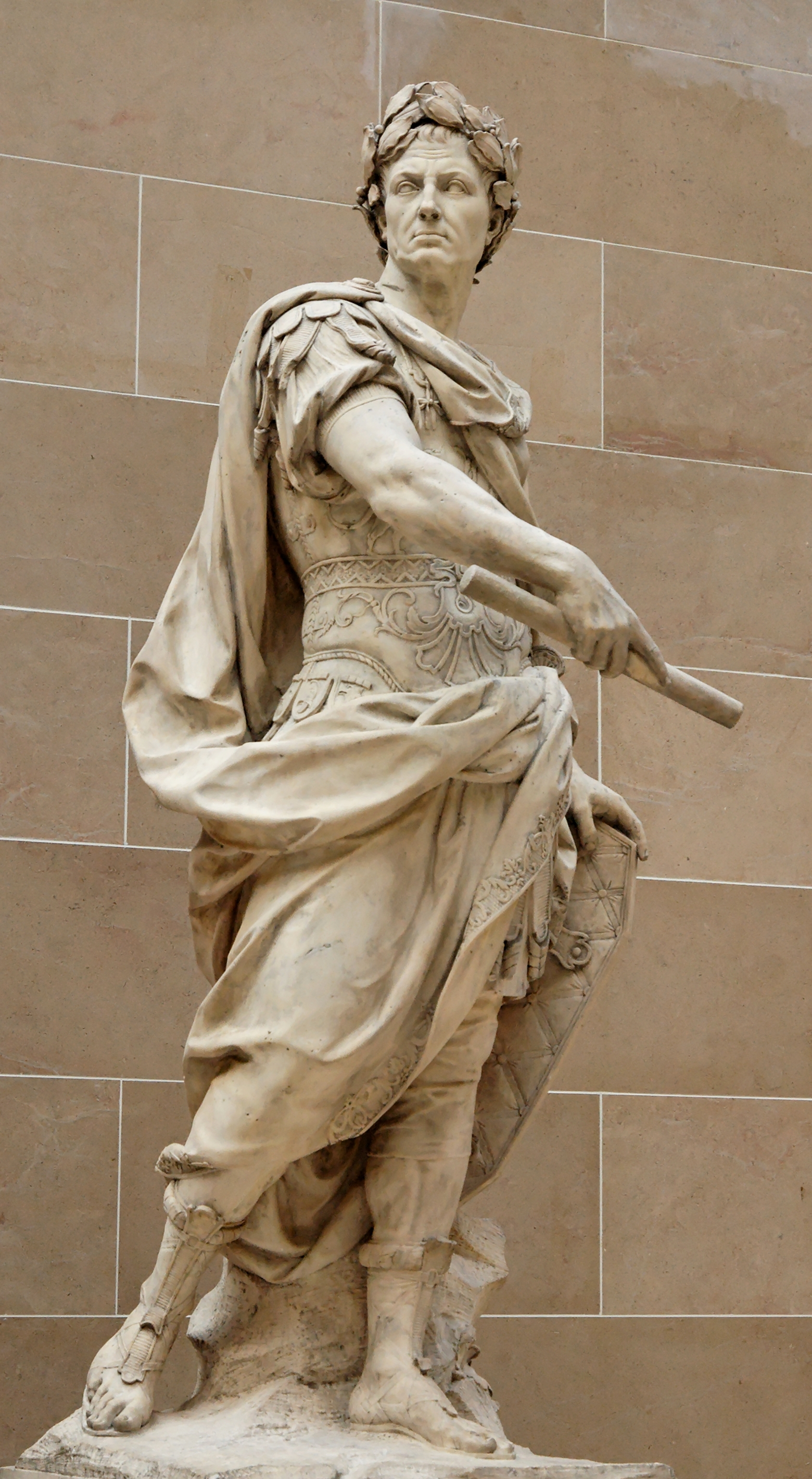
Giulio Cesare - Museo del Louvre

Numerosi frammenti storici non ufficializzati ed alcuni racconti popolari e leggende integrano la storia della nascita e dello sviluppo del Castello Aghinolfi.
Diciamo innanzitutto che lo "sperone" di roccia calcarea originario è contornato da una solida muratura in parallelepipedi di tufo volterrano; ciò per ampliare la superficie utile del basamento di sostegno della futura torre ottagonale. Segno evidente che il basamento in tufo doveva essere preesistente alla torre vera e propria; ma è altrettanto evidente che non vi sarebbe stata necessità di importare tali manufatti di tufo dalla lontana Volterra, vista l'abbondanza in loco di materiale lapideo utile allo scopo. La petroarcheologia ci segnala che ciò è segno evidente che il basamento della torre fu costruito in epoca in cui Volterra e Montignoso potevano considerarsi "militarmente vicini". Furono specialmente i Romani (frettolosi costruttori bellici) a servirsi di materiali facilmente assemblabili e reperibili. Tutto farebbe dunque supporre che il basamento sia stato costruito originariamente da qualche guarnigione romana con base stabile a Pisa o Volterra. A questo proposito possiamo ricordare che fin dal 200 a.C. esistevano basi delle truppe romane proprio a Volterra ed a Pisa (e non ancora a Lucca né a Luni); possiamo anche ricordare che la Via Aurelia, nella sua prima fase di costruzione, si arrestava proprio a Volterra (cfr.Via Aemilia Scauri - 105 a.C.) con un rustico prolungamento fino a Pisa (239 a.C.), ove era il grosso delle truppe romane in espansione verso Nord.
Anche ad una superficiale osservazione, lo sperone di roccia su cui poggia oggi il Castello Aghinolfi lascia intuire che fin dai tempi antichissimi dei Liguri Apuani esso fosse un utile posto di osservazione per osservare tutta la piana sottostante (antiche paludi Fosse Papiriane) e l'intero odierno Mar Ligure da La Spezia fino a Livorno, avendo di fronte e visibili all'orizzonte il “dito” della Corsica e le isole di Gorgona e Capraia. Dopo la deportazione degli Apuani (180 a.C.) che occupavano anche le zone attorno alla odierna Montignoso, fino all'Appennino Parmense e la successiva deduzione delle colonie di Luni e di Lucca, non restava ai romani che procedere verso le Gallie (50 a.C.).

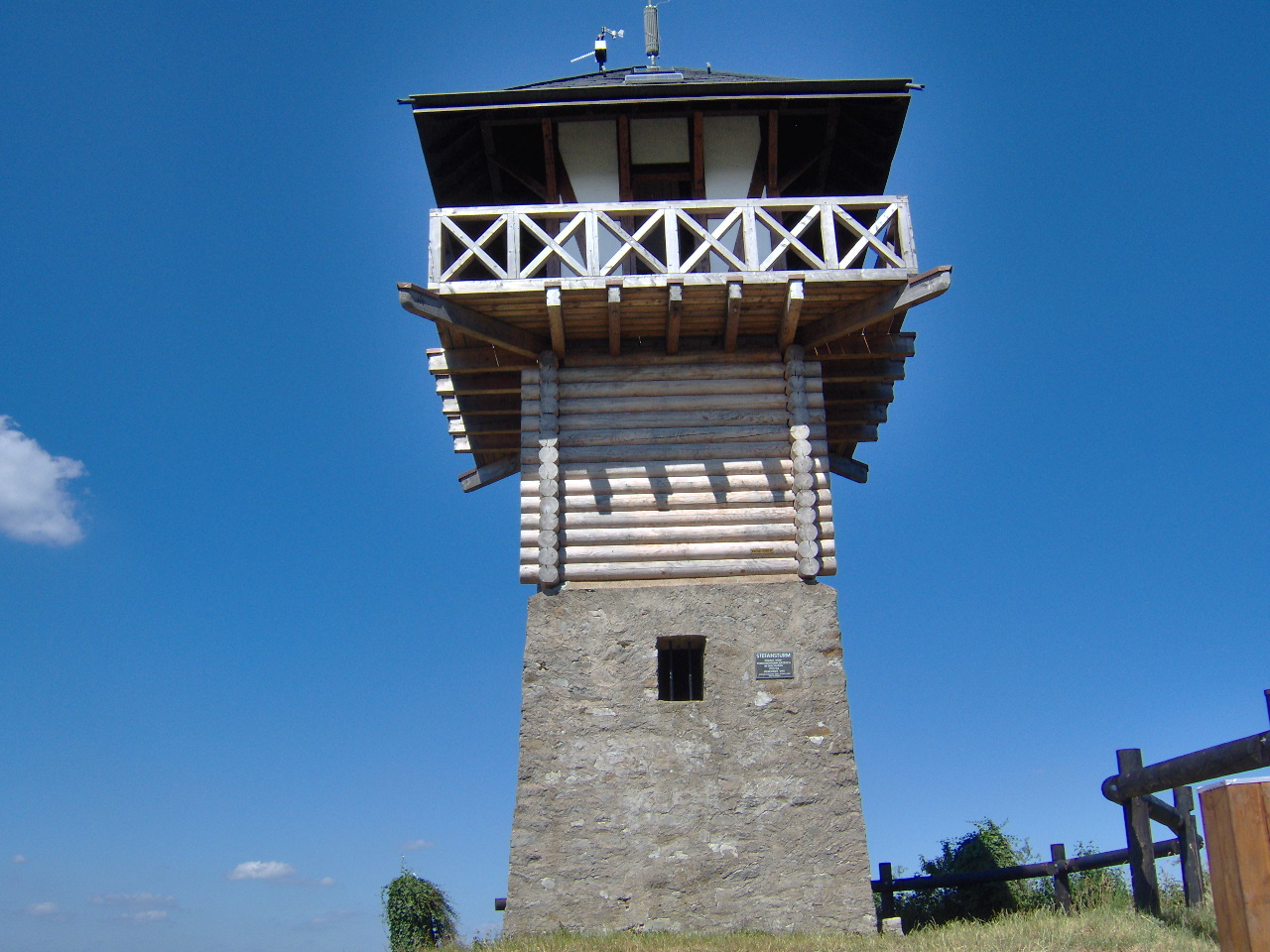
Esempio di ricostruzione di una torre d'avvistamento e segnalazione romana

È noto storicamente che Giulio Cesare, più che contare sulle proprie abilità strategiche, era solito vincere le battaglie precedendo il nemico con strade alternative e scorciatoie servendosi anche del telegrafo per comunicare velocemente con le proprie truppe (ove per telegrafo intendiamo segnali col fumo, col fuoco e con specchi fatti da torri di segnalazione a vista tra loro). Pochi dubbi sussistono sul fatto che Giulio Cesare, per accelerare la conquista delle Gallie partendo da Lucca (ove faceva il triumviro) alla volta di Luni e di qui a Vada Sabatia (oggi Vado Ligure) fece costruire una scorciatoia dal figlio di Emilio Scauro (di nome anch'egli Marco Emilio Scauro) intorno al 56 a.C. (cfr.K.Lachmann), cioè quella che conduce oggi da Lucca a Sarzana (chiamata Via Sarzanese-Valdera ex SS/ 439) e che plausibilmente si prolungava da Camaiore (Campus Major) oltre una strettoia fra la palude marina ed il piede dei monti (oggi località Strettoia di Pietrasanta) passando per l'appunto alle falde della rocca su cui poggia il Castello Aghinolfi, verso l'odierna Massa (cfr. tabula Peutingeriana pars IV - segmentum IV - ad Tabernas Frigidas).
Difficile pensare che Giulio Cesare si sia fatta scappare la ghiotta occasione di utilizzare la rocca di Montignoso come postazione per una torre di segnalazione che poteva coprire in un colpo d'occhio centinaia e centinaia di kilometri. E infatti durante i lavori di restauro del Castello Aghinolfi (anno 2001) si è trovato, sotto le fondamenta del torrione ottagonale, un basamento di forma quadrata di caratteristiche inequivocabilmente romane (difficilissimo tuttavia valutarne l'epoca). È facile ora pensare che da tale iniziale basamento (magari ampliato successivamente dai romani stessi con tufo volterrano) i Longobardi abbiano principiato a costruire la loro tipica forma ottagonale, dando origine al torrione detto di Aghinolfo o Aglilulfo (i nomi si equivalgono) probabilmente intorno alla fine del VI secolo della nostra era, usando anche roccia basaltica della Val di Vara. Le due fasi di costruzione si distinguono nettamente anche senza essere esperti archeologi.

## Teodolinda e i messaggeri di Autari

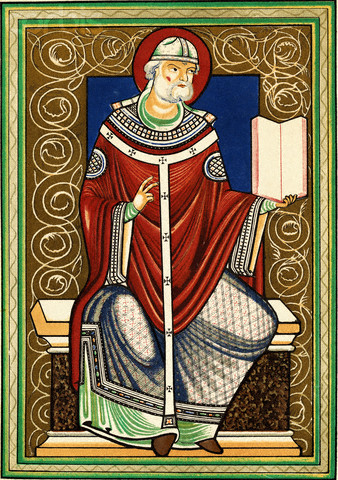
Gregorio Magno - miniatura

Teodolinda, figlia di Garibaldo re dei Bajuvari e poi lei stessa regina, avendo sposato prima Autari e quindi Agilulfo, duca di Torino e cognato del primo marito, è nota come colei che alla fine del VI secolo promosse la conversione dei Longobardi al cattolicesimo. Fu dietro suo suggerimento che Autari concluse un trattato di pace con la Chiesa, e per sua volontà venne costruita la celebre basilica di San Giovanni Battista a Monza.
Il trattato di conversione fu stabilito durante un incontro tra Gregorio Magno e Teodolinda..
I racconti popolari sostengono ormai da secoli che tale incontro avvenne proprio in quella torre ottagonale che poi divenne di Agilulfo. Oggi Castello Aghinolfi.

Ecco il racconto riportato da Paolo Diacono III-30 - Historia Langobardorum: 
Re Autari (anno 588) aveva mandato a chiedere in sposa Teodolinda e il padre di lei aveva acconsentito. Appena conosciuta la risposta, Autari era partito con pochi fidi, in incognito, per andare a vedere la futura sposa; lo accompagnava un vecchio e fidato servitore, uomo di nobile aspetto, che, appena giunto al cospetto del re Garibaldo, pronunciò alcune frasi di saluto, secondo l'usanza. Poi Autari, conservando l'incognito, disse al re:
« II mio signore Autari mi ha mandato qui perché io veda la sua futura sposa e nostra regina, affinché possa poi descrivergliela ». Garibaldo fece venire la figlia. Autari la guardò in silenzio, ammirato della sua bellezza, e soddisfatto della scelta disse al re: « Vostra figlia è proprio bella, e degna di essere la nostra regina. Se non avete nulla in contrario, vorremmo ricevere dalle sue mani una tazza di vino, come ella dovrà fare spesso alla nostra corte ». Garibaldo acconsentì, e la principessa servì prima il vecchio servo, che sembrava il personaggio più autorevole, e poi Autari, senza nemmeno immaginare che proprio quello fosse il suo futuro sposo. Nel rendere la coppa, Autari le sfiorò la mano con un dito e si passò la destra sul viso. Quando la principessa riferì arrossendo la cosa alla nutrice, questa le disse :
« Se quello non fosse il tuo futuro sposo, non avrebbe certo osato toccarti. Ma per ora facciamo finta di niente. È meglio che tuo padre non sappia, ma secondo me quello è il re, e vedrai che sarà per te il marito ideale ».
Sulla strada del ritorno, prima che la scorta dei Bajuvari data loro dal re Garibaldo li lasciasse, Autari si rizzò in groppa e scagliò con forza la scure contro l'albero più vicino, conficcandola nel legno, ed esclamò:
« Così colpisce il re dei Longobardi ».
Allora gli uomini di Garibaldo compresero. In seguito, minacciato dai Franchi, Garibaldo mandò in Italia Teodolinda e il figlio Gundoaldo, e fece avvertire Autari, che corse incontro alla fidanzata e con gran pompa la sposò nel campo di Sardi, presso Verona, il 15 maggio (forse del 589).
Quel giorno scoppiò un furioso temporale e un albero nel campo reale fu colpito da un fulmine. Alle nozze era presente anche Agilulfo, duca di Torino, che aveva fra i suoi uomini un indovino. In quel momento l'indovino e il duca si trovavano in disparte per soddisfare certi bisogni naturali, e l'indovino, che sapeva interpretare il significato di quei fulmini, disse al suo signore:
« Tra non molto la donna che ha sposato il nostro re (Teodolinda) sarà tua moglie ».
Il duca minacciò di farlo decapitare se avesse osato aggiungere una parola, ma l'indovino replicò:
« Puoi farmi uccidere, ma non puoi modificare il corso del destino. Quella donna è venuta per unirsi in matrimonio con te ». 
E così avvenne più tardi (cioè plausibilmente il 15 maggio 589).

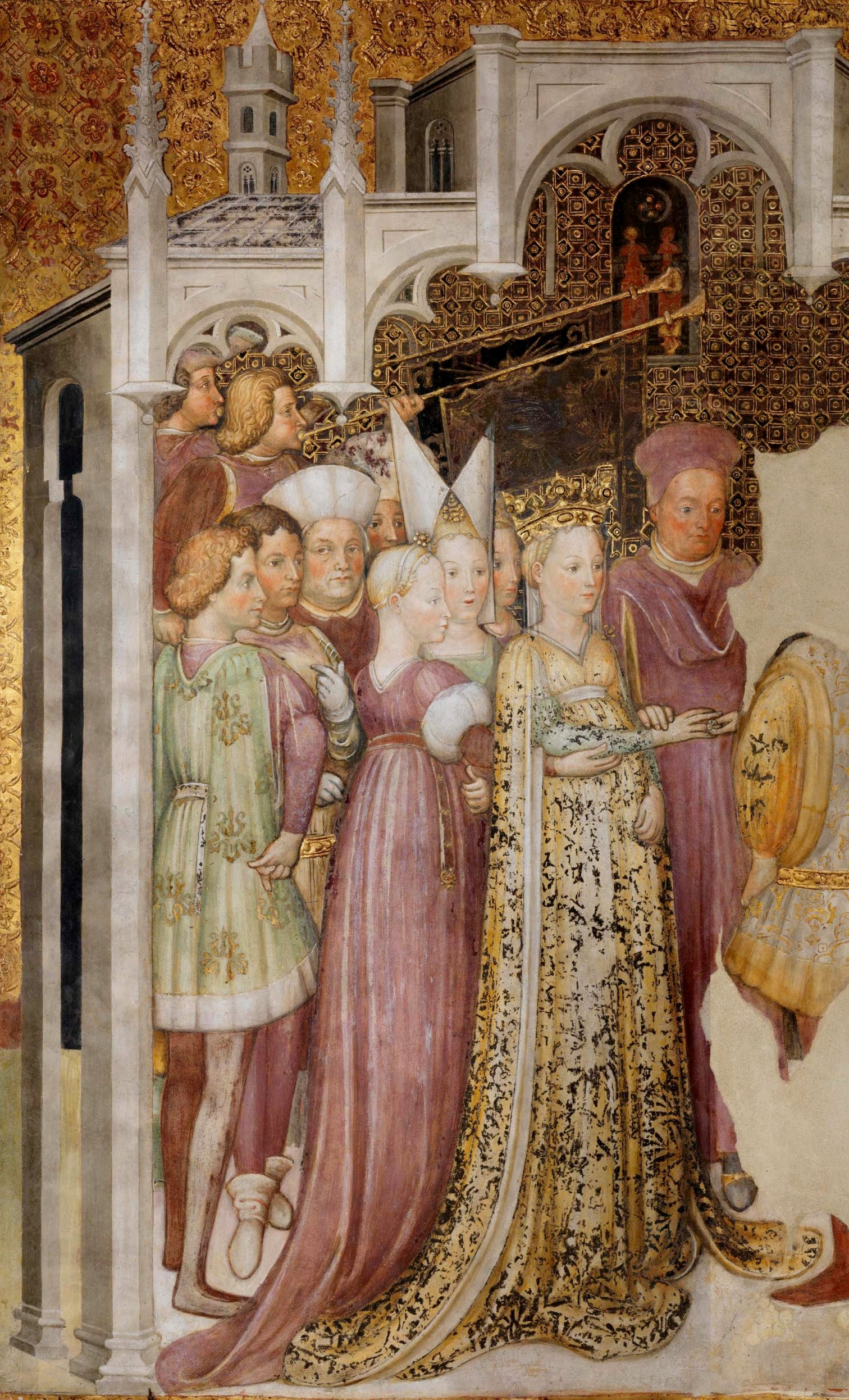
Teodolinda sposa Agilulfo il 15 maggio 589

## Caratteristiche architettoniche
Nel complesso fortificato si distingue per bellezza ed accuratezza un mastio ottagonale che sorge sul punto più elevato del colle. La forma poligonale e la particolare tipologia di fondazione della struttura la fanno assegnare ai primi secoli del basso medioevo. Si tratta probabilmente dell'elemento più antico dell'intero complesso. Altre peculiarità, quali l'ampiezza degli spazi interni e le mura a bande orizzontali bicromatiche, fanno pensare anche ad una funzione residenziale. Il suo interno è contraddistinto dalla presenza di una torre circolare che svettando ben oltre la sua altezza svolge, oltre a quella strutturale, anche la funzione di torre di avvistamento. Si può far risalire l'aspetto architettonico alla fine del XVI secolo: un'ampia cinta muraria provvista di torri di fiancheggiamento racchiude due spazi posti a quote diverse. Nello spazio più in alto vi è la piazza d'armi, contraddistinta dal torrione ottagonale e da un baluardo circolare (baluardo di San Paolino - XV secolo). la cinta più esterna racchiude uno spazio più ampio occupato, secondo fonti del XVI secolo, da numerose abitazioni, oggi quasi totalmente scomparse.

## Curiosità
- Al suo interno è possibile vedere la storia del castello mediante una ricostruzione virtuale scaricabile anche dal sito internet ufficiale.
- È possibile ammirare la stratigrafia delle pavimentazioni antiche (ivi compresa la base quadrata anzidetta) grazie ad un pavimento speciale in vetro.